# Georges Aeschlimann
Georges Aeschlimann (Péry, 10 gennaio 1920 – La Neuveville, 10 novembre 2010) è stato un ciclista su strada svizzero.

## Carriera
Nato a La Reuchenette di Péry, all'inizio della sua carriera corse come individuale, raccogliendo buoni piazzamenti nelle più significative corse del panorama elvetico come il Campionato di Zurigo e l'À travers Lausanne.
Nel 1946 venne ingaggiato dalla Condor, una squadra svizzera. In quell'anno partecipò alla Vuelta a España dove colse l'undicesimo posto assoluto ed in cui fu terzo nella sedicesima tappa che prevedeva l'arrivo a Bilbao. Mentre la stagione successiva, sempre in terra iberica, concluse al terzo posto la Volta Ciclista a Catalunya
Nel 1948 si piazzò nei primi dieci al Tour de Suisse ed al Tour de Romandie e fu secondo ai campionati nazionali dietro Ferdi Kübler. Venne quindi convocato sia per il Tour de France sia per i mondiali ma in entrambe si ritirò.
Nel 1949 vinse una tappa al Tour de Suisse e concluse al secondo posto la competizione, preceduto di soli nove secondi dal connazionale Gottfried Weilenmann. Venne nuovamente selezionato per prender parte alla Grande boucle che riuscì a concludere.
Nel biennio 1950-1951 fece nuovamente parte della selezione svizzera al Tour de France che riuscirono ad aggiudicarsi la corsa con Kübler prima e Hugo Koblet poi.
Anche suo fratello minore Robert fu un ciclista professionista della stessa epoca, ed anche suo figlio Georges jr. praticò questo sport.

## Palmarès
- 1946 (Condor, una vittoria)

Belfort-Mulhouse-Belfort
- 1949 (Condor/Fiorelli, una vittoria)

2ª tappa Tour de Suisse (Arbon > Davos)

### Altri successi
- 1949 (Condor/Fiorelli, una vittoria)

Porrentruy-Zurigo (Criterium)

## Piazzamenti

### Grandi Giri
- Tour de France

1948: ritirato (alla 2ª tappa)
1949: 19º
1950: 41º
1951: 24º
1952: ritirato (alla 5ª tappa)
- Giro d'Italia

1952: 90º
- Vuelta a España

1946: 11º

### Competizioni mondiali
- Campionati del mondo su strada

Valkembourg 1948 - In linea: ritirato
Copenaghen 1949 - In linea: ritirato